# Bandalír
Bandalír (z francouzského bandoulière, španělsky bandolera, německy Bandelier, Bandolier nebo Bandalier) je kožený pás se střelivem a pomůckami ke střelbě, součást polní nebo i slavnostní uniformy vojáků 16. až 18. století, v pozdě̟jších armádách jen se zásobníky na patrony.  

## Historie
Široký řemen navlékaný přes rameno a diagonálně vedený na bok sloužil jako součást vojenské výstroje od 16. do 18. století. Byl zaveden s prvními palnými zbraněmi  – arkebuzami a mušketami. Kromě pušky musel voják nosit brašnu s kulkami, prachovnici se střelným prachem, koudel, doutnák a lunt. Při jejich vysoké hmotnosti nestačil k nošení na rameni úzký kožený řemen, na který se až do té doby zavěšovala jen drobná brašna. Bandalír byl široký řemen, později dvojitý pás, podélně přeložený měl šířku asi 15–25 centimetrů. Pro komfortní nošení mohl být ještě podšitý filcem a pro ozdobu lemovány krajkou. V 18. století se na něj často zavěšovala jen šavle nebo kord, případně dýka.   
Když bandalír v 19. století pozbyl své původní funkce, byl nahrazen dvěma textilními nebo koženými řemeny navlečenými křížem a opatřenými pouzdry na patrony. Tak byl zaveden v osvobozeneckých armádách 2. poloviny 19. století a tak se užívá dosud.

## Typy a materiály
- Vojenský polní bandalír: 
  - pro arkebuzíra: pás s řemeny na zavěšení prachovnice, 12 dřevěných odměrek na jednu dávku střelného prachu (říkalo se jim 12 apoštolů), kožená brašna se 16 olověnými kulkami, cínová lahvička s mazacím olejem, konopný provaz napuštěný octanem a lunt k čištění hlavně.
  - vojenský polní bandalír 18. století: funkční, širší, diagonálně přes rameno k boku, kde byla zavěšena šavle, nosil se přes kyrys.
- Vojenský společenský bandalír: hedvábný nebo s hedvábným pruhem na koženém pásu, nosil se ke slavnostním příležitostem, přes kyrys nebo přes kabát. Kolem poloviny 18. století se vyskytoval bandalír souběžně s šerpou, kterou oblékaly také ženy.

## Galerie

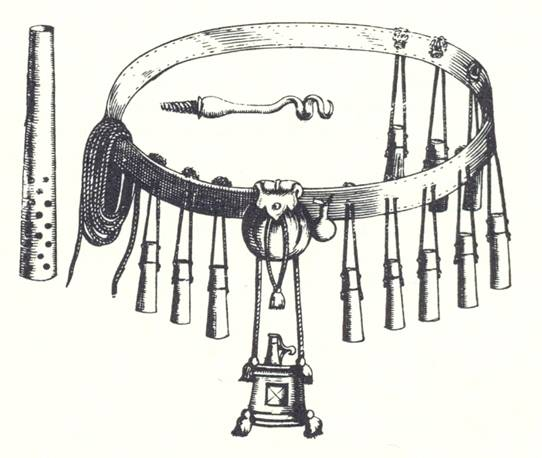
Součásti bandalíru arkebuzíra
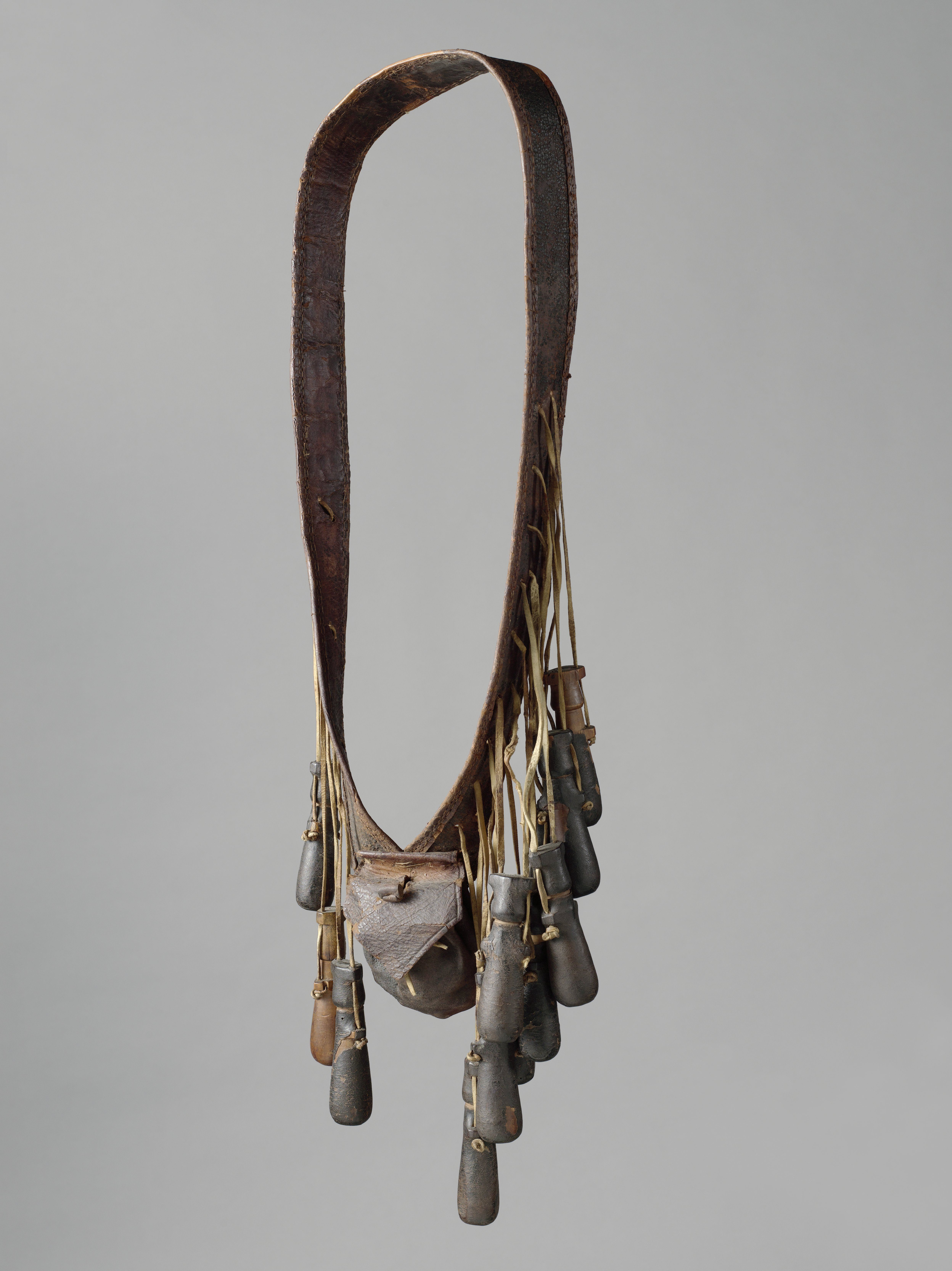
Zavěšení téhož bandalíru
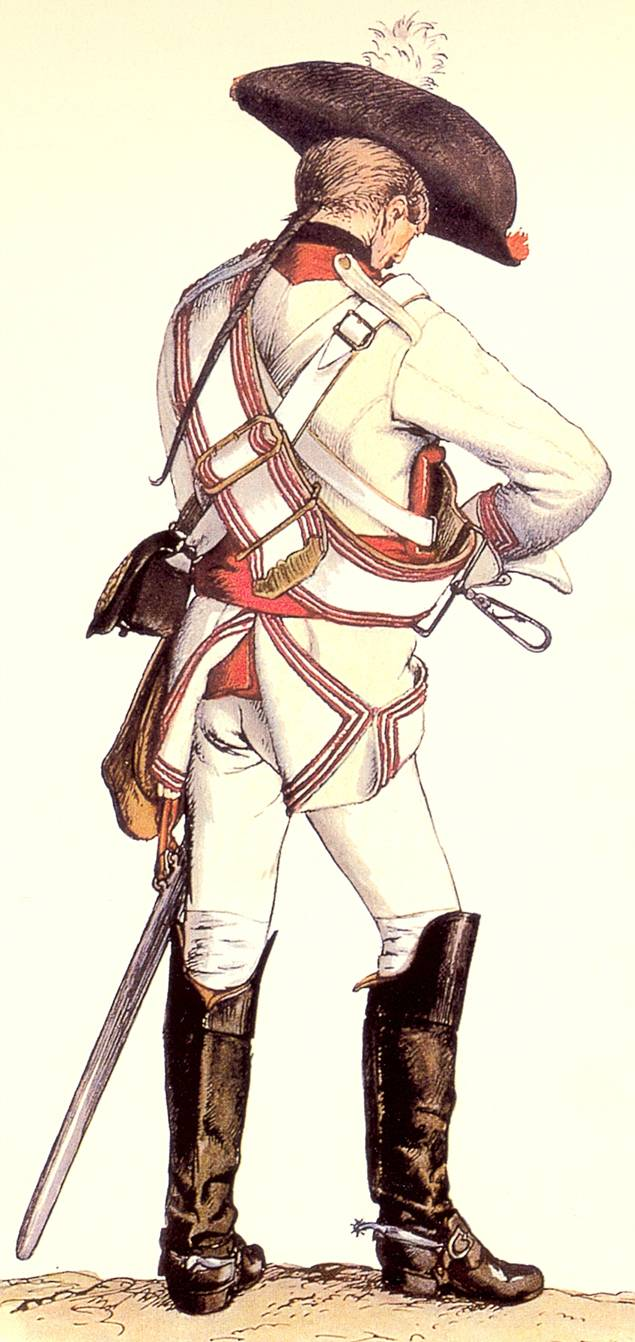
Pruský kyrysník, 18. století
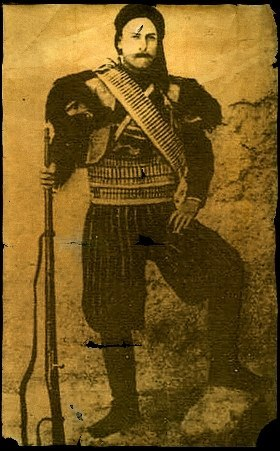
Arménský voják
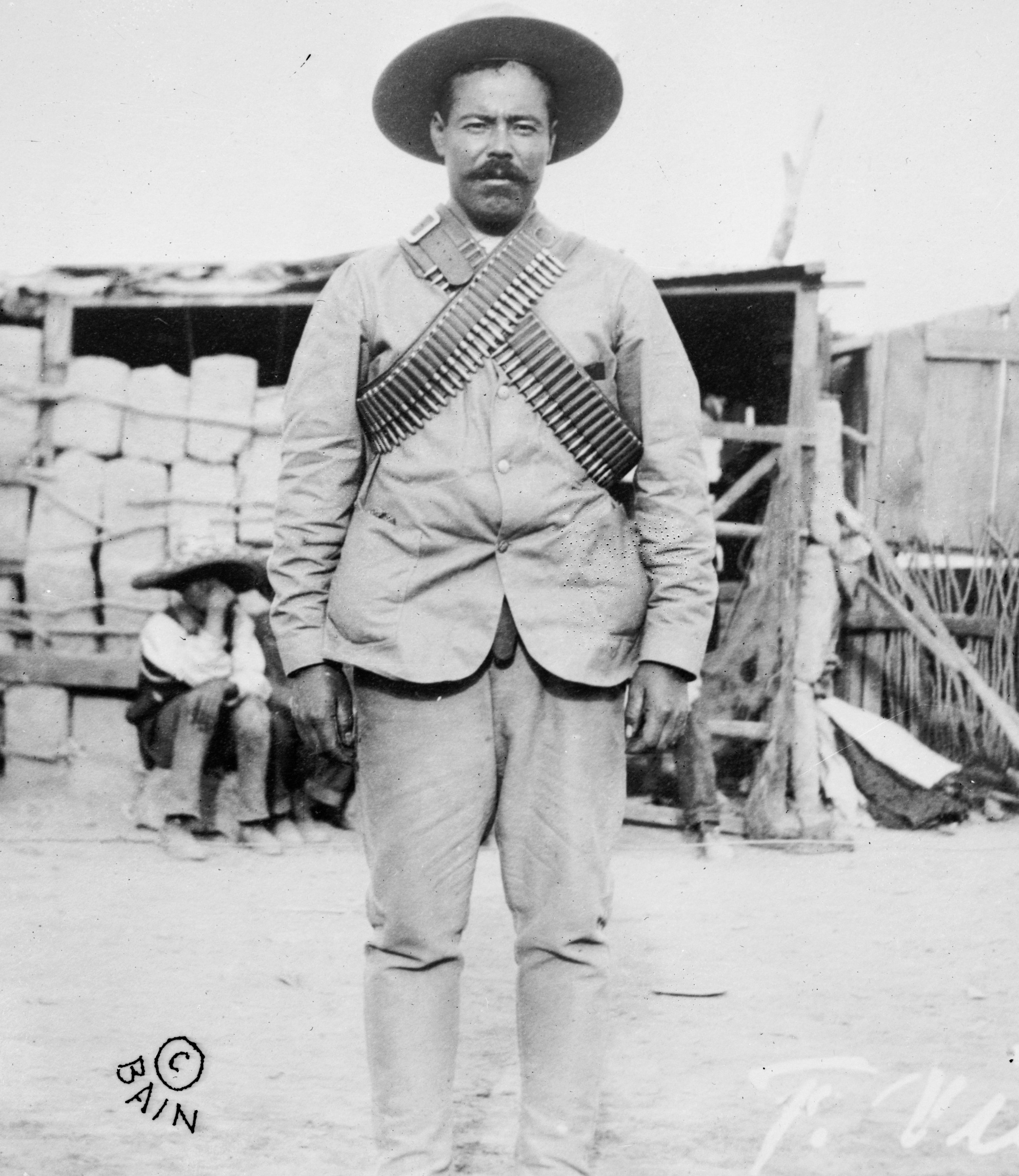
Mexický velitel Pancho Villa
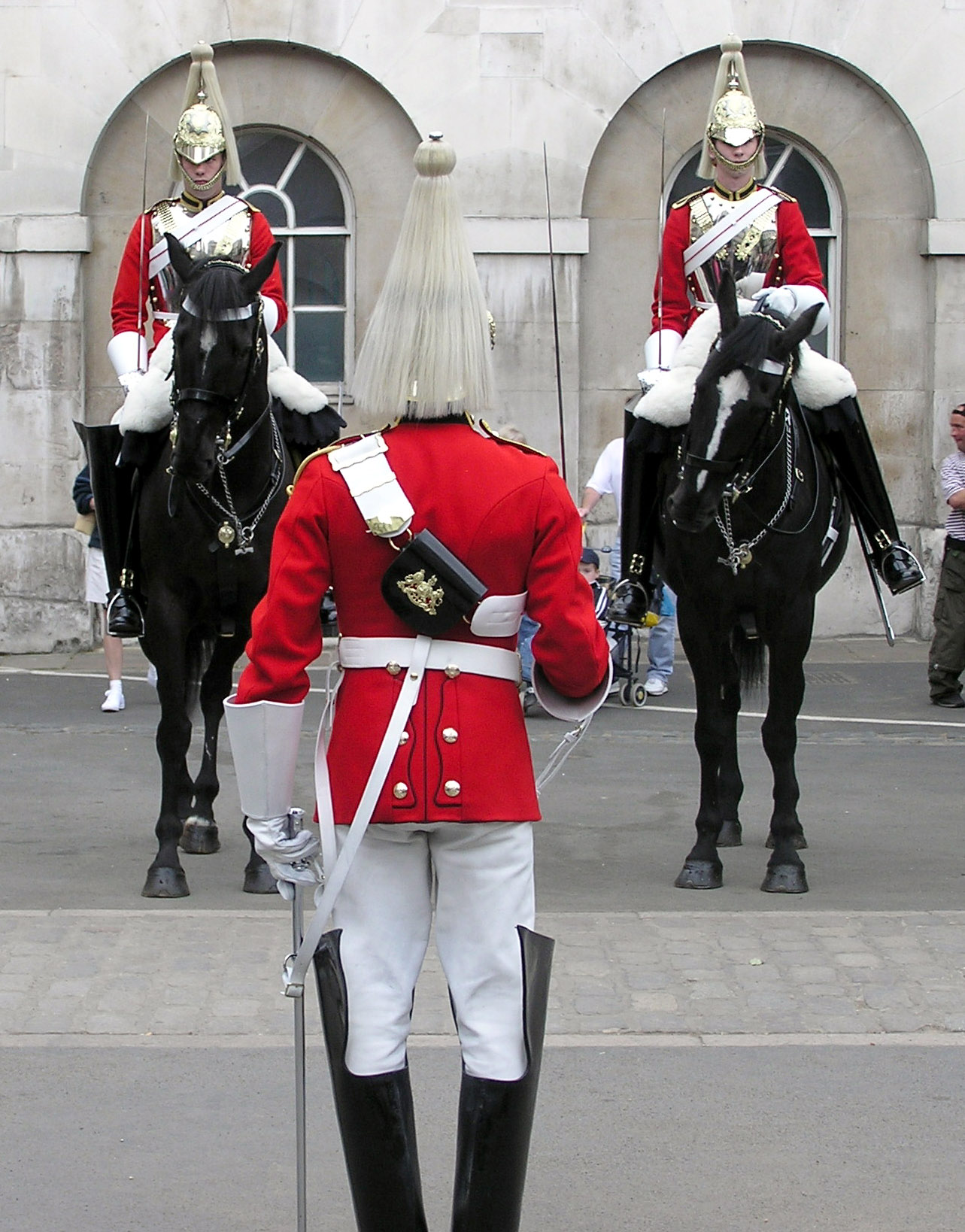
Londýnský gardista s kartuší na bandalíru